# 浦和宿

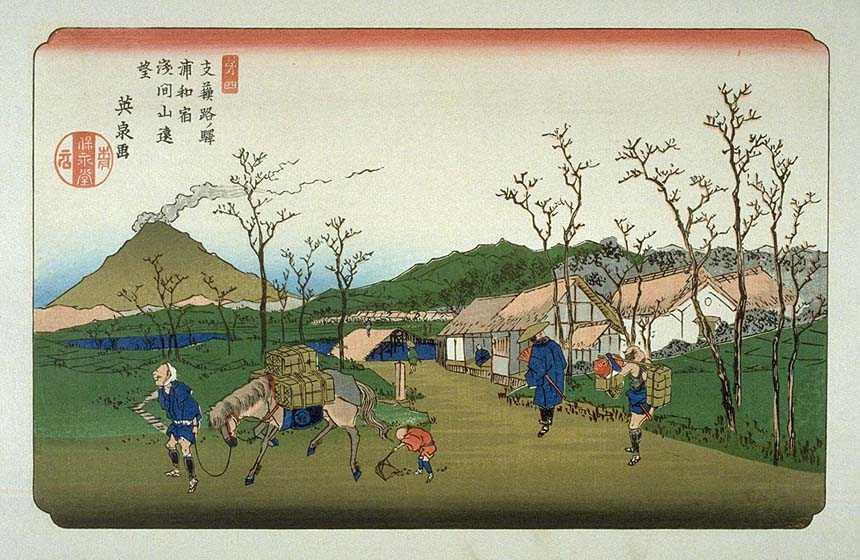
『支蘇路ノ驛 浦和宿 浅間山遠望』

浦和宿（うらわ しゅく）は、日本の近世にあたる江戸時代に整備され、栄えていた宿場町。中山道六十九次（木曽街道六十九次）のうち江戸・日本橋から数えて3番目の宿場（武蔵国のうち、第3の宿）。
また、北は日光街道と連絡し、南の府中通り大山道（相模大山および大山石尊〈現：大山阿夫利神社〉詣での道の一つ）とは荒川の渡し場2箇所、羽根倉の渡し（現・埼玉県志木市内）と秋ヶ瀬の渡し（現・埼玉県さいたま市内）によってつながっていた。現在の埼玉県さいたま市浦和区（旧・浦和市）にあたる。

## 概要

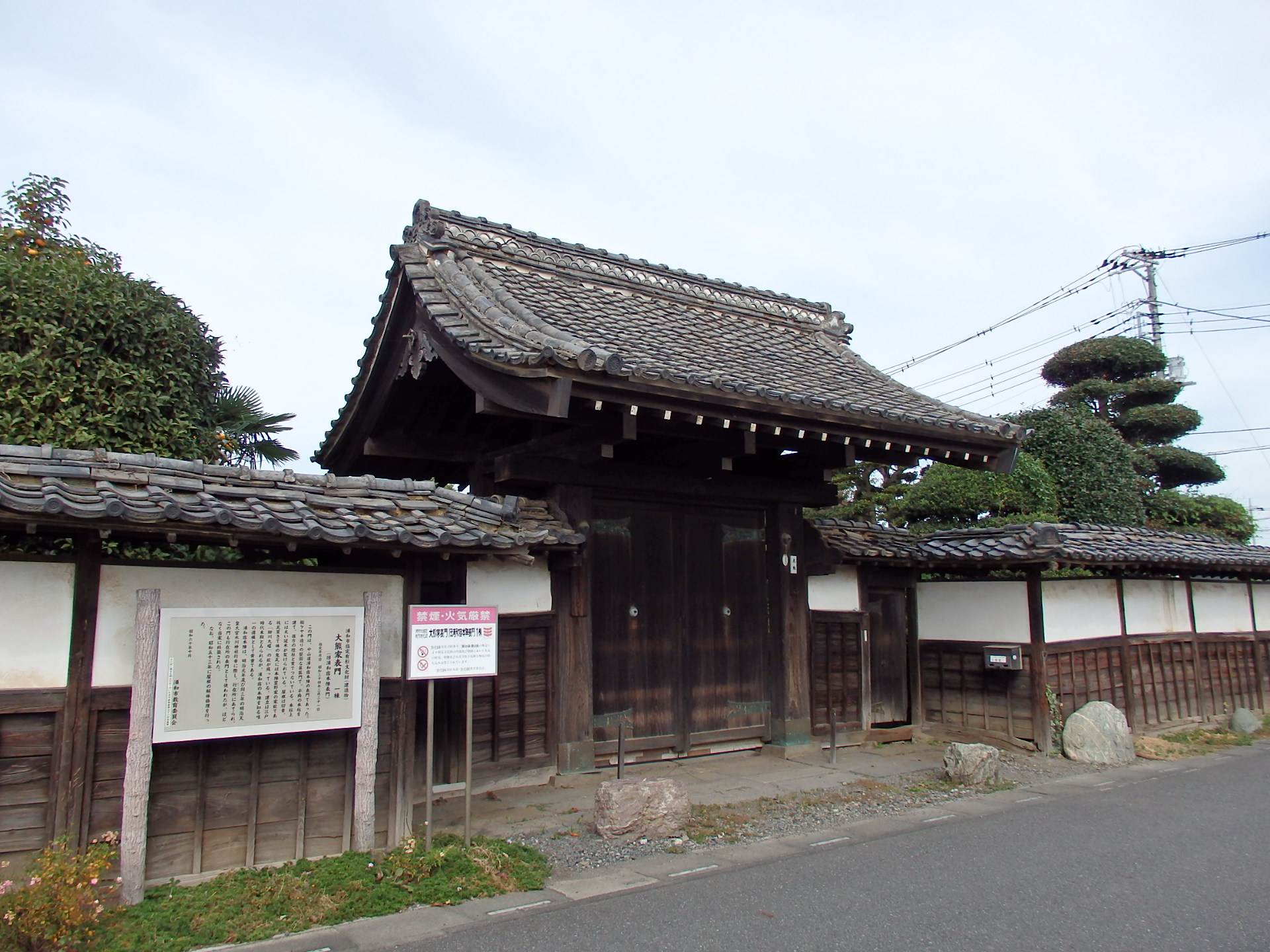
さいたま市緑区に移築された浦和宿本陣表門

所在地は、江戸期には東海道武蔵国足立郡浦和郷浦和宿。浦和宿は上町（後に常盤町）・中町・下町（後に高砂町）からなり、現在は住居表示実施を経て常盤・仲町・高砂がそれぞれ対応している。1591年（天正19年）までは大宮宿は馬継ぎ場で、宿場はなく、北隣の宿場は上尾宿であった。

## 浦和宿の特徴

### 浦和御殿
浦和宿は幕府直轄領であった。徳川将軍家の鷹狩りの休泊所は雅名で「御殿」と呼ばれたものであるが、当時の浦和宿の中心地であった常盤町（旧・浦和宿上町、現・さいたま市浦和区常盤一丁目）には早期の御殿である浦和御殿が設けられていた。このことが、浦和宿の興りとされている。それ以前は調神社や玉蔵院の門前町として栄えていた。施設はしかし、近隣の鴻巣宿で文禄2年（1593年）に鴻巣御殿が建設されたのちの慶長16年（1611年）頃には廃止され、以後は幕府直営の御林として管理されるようになった。当時を伝えるものは明治26年（1893年）の浦和地方裁判所（現・さいたま地方裁判所の前身）建設にともなって姿を消し、現在は裁判所跡の赤レンガ堀を残す公園（常盤公園）となっている。

### 宿場より市場の賑わい
道中奉行による天保14年（1843年）の調べで、町並み10町42間（約1.2 km）。宿内人口1,230人（うち男609人、女616人）。宿内家数273軒（うち、本陣1軒、脇本陣3軒、旅籠15軒、問屋場1軒、高札場1軒、自身番所1軒）。
現在は埼玉県の県都として大都市に発展している浦和であるが、江戸から近すぎたことから通行者は休憩が主で旅館が少なく、江戸期の浦和宿の人口は、武蔵国に属する板橋宿から本庄宿までの宿場町10箇所のうち8番目と少なかった。
宿場町としては規模の小さい浦和宿であったが、市場としては戦国時代からの歴史があり、毎月の2と7の日には「六斎市（ろくさい-いち）」が立って賑わいを見せていた（二七の市）。浦和宿上町の人々が祀った慈恵稲荷神社（じけい-いなり-じんじゃ）の鳥居を中心として南北2町（約0.2 km）の範囲が市場であったといわれており、当該地はさいたま市の史跡として登録されている。市神や定杭を残す市場跡は全国的に珍しく、近世商業史を知る貴重な史跡となっている。市は昭和初期までは続いていた。常盤公園へ向かう道の入り口にあって野菜を売る姿の農婦の銅像も、かつての市場の様子を伝えている。六斎市とは、中世において、一定の地域にて月のうち6回開かれた定期市であり、日は1と6、2と7などといった組み合わせで開かれるものである。六斎市が語源とする六斎日は八斎戒に由来する仏教習俗で、特に身を慎み、清浄であるべき日とされた6日を言う。毎月の8日・14 日・15日・23日・29日・30日がそれであった。
星野権兵衛家が代々務めた本陣は、敷地約1,200坪（約3,966.9平方メートル）、222坪（約733.9平方メートル）の母屋を始め、表門、土蔵などがあり、問屋場や高札場、自身番所が設けられていた。明治元年（1868年）および3年（1871年）の明治天皇の氷川神社行幸の際には、ここが行在所となった。しかし、明治のうちに星野家が断絶し、建物はさいたま市緑区大間木の大熊家に移築された表門以外ことごとく破却されてしまった。「明治天皇行在所阯」の碑が往時を偲ばせる。その後は公園化され、さいたま市の史跡となっている。

### 大山道との追分
浦和宿は、北は日光街道と連絡し、南は府中通り大山道と結ぶ、追分の地勢にあった。詳しくは導入部で既に述べているので参照のこと。

### 鰻の食い納め
江戸方に一つ手前の蕨宿の項目でも述べているが、この界隈を越えて上方（京側）へ向かうと、しばらくの間、鰻（うなぎ）を食せる店が無くなってしまう。そのため、ここで食べていく客が多く、蕨宿と浦和宿はともに鰻で有名な宿場町であった。また、江戸に向かう旅人は、戸田の渡しを越えればついに江戸という立地であるため、宿泊し、精をつけるため鰻を食することも多かった。仕入れていたのは別所沼（現・さいたま市内）で獲れた鰻である。現在でも浦和区を中心に鰻の老舗が軒を連ねており、浦和うなぎまつりや浦和うなこちゃんなど鰻に関する文化が残る。

## 浦和宿近隣の地域
この節は浦和宿ではなく、近隣の解説である。

### 焼米坂
蕨宿から浦和宿へ向かうちょうど道なかば辺りに「焼米坂（やきごめ-ざか）」と呼ばれる場所がある。江戸の昔にはここに「新名物やき米」との看板を掲げて焼き米を食べさせる立場茶屋数軒があって、いつしか地名が定着していったようである。当時の焼き米というのは、籾（もみ）のままの米を焼き、それを搗（つ）いて殻を取り除いたものである。これは保存食として古くからあった調理法で、そのまま、もしくは、煎り直したり、水や茶に浸して柔らかくするなどして食す。旅人の携帯食としても重宝がられたであろうことは想像に難くない。また、江戸方から上方へ急勾配で大宮台地を上（のぼ）ること約160 mというこの坂道は、当時の旅人にとって難所であったと伝えられている。
浮世絵師・渓斎英泉が浦和宿を描くにあたって着目したのは、この焼き米売りの茶屋であり、焼米坂手前を視点として浦和宿と浅間山を望む構図であった（右上の画像を参照）。

### 調神社と兎の神使

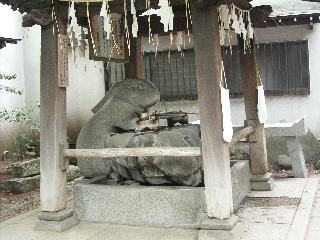
手水舎にも兎

浦和宿の少し手前岸村（現在の岸町）にある調神社（つき じんじゃ）は、社伝では由緒を神代とし、少なくとも平安時代以前の創建と見られる古社である。「調（つき）」とは租庸調の「調（ちょう）」、「みつぎもの（御調物、貢物）」、すなわち「年貢」のことであり、東山道時代の武蔵国の調はここに集荷されたのち、朝廷に届けられた。しかしその役割は武蔵国が東山道から東海道へ編入された宝亀2年（771年）をもって終わりを遂げた。その後、「調（つき）」は音韻によって「月（つき）」と結びつき、月待信仰（月待供養）の地となってゆく。それゆえ兎（うさぎ）を神使とし、この社にあって境内入り口を守護しているのは狛犬ならぬ兎である。また、「調（つき）」は「（運勢の）ツキ」に通じるともしている。

### 六国見
『木曽路名所図会』に「富士　浅間　甲斐　武蔵　下野日光　上州伊香保など　あざやかに見えたり」とある全方位的に見晴らしのよい名所として知られ、「六国見（ろっこくけん）」と呼ばれていた。

### 一本杉の仇討ち
文久4年（1864年）1月23日の朝に、水戸藩家臣・宮本鹿太郎とその後見人3名が、千葉周作門下の元・丸亀藩浪人・河西祐之助を父の仇として討ち、4年越しに本懐を遂げたという、「一本杉の仇討ち」の現場と伝えられる。河西は乗り合わせた舟中で宮本の父と口論となり、その命を奪ってしまった者であったが、その後、僧となるために江戸へ下る途中であった。河西を哀れんだ村人が供養塔を建てたが、今はそれも失われ、「一本杉」と刻まれた石碑がさいたま市浦和区針ヶ谷三丁目の旧中山道脇にひっそりと建つばかりである。河西の墓は近くの廓信寺にある。

### 半里塚の欅
与野駅東口前の交差点に半里塚として推定樹齢300年高さ13メートルの欅があったが、2008年に樹木医の診断で根本部分に回復不能の腐食が見つかり、2010年5月19日深夜に管理者のさいたま市によって伐採された。与野駅構内に幹が展示されている。

### 名所・旧跡
江戸方から上方へ、おおよそ道なりに記す。
根岸
- 焼米坂：「#焼米坂」参照。「焼米坂碑」あり。所在地はさいたま市南区根岸四丁目。
- 調神社：「#調神社と兎の神使」参照。所在地はさいたま市浦和区岸町三丁目17。

かつての浦和宿内
- 玉蔵院：平安時代、空海によって開かれたと伝えられる古刹。所在地は浦和区仲町二丁目3。
- （浦和御殿）：「#浦和御殿」参照。痕跡なし。所在地は浦和区常盤一丁目（常盤公園）。
- 星野本陣跡：「#宿場より市場の賑わい」参照。所在地は浦和区仲町二丁目6。
- 慈恵稲荷神社：『諸国道中袖鏡』に「宿の内　左にいなりの社あり」との記述あり。所在地は浦和区常盤一丁目。
- 六斎市（二七の市）跡、市場杭跡：「二七市場跡標柱」と「御免市場之杭」の石碑。「#宿場より市場の賑わい」参照。所在地は上に同じ。
- 氷川女体神社：大宮区の氷川神社とともに武蔵国一宮とされる。社伝は崇神天皇の時代の創建とする。
- 廓信寺：岩槻藩主・高力清長の追福のため、家来の中村吉照が慶長14年（1609年）に建立した寺。所在地は浦和区北浦和3丁目15。
- 針ヶ谷陣屋跡：幕府直轄領（天領）であっただけに浦和一帯に陣屋は多く設けられていた。

かつての浦和宿以北
- 庚申塔
- 一本杉の碑：「#一本杉の仇討ち」参照。所在地は浦和区針ヶ谷三丁目2。
- 半里塚跡：一里塚と一里塚の間に作られた半里塚の跡。旅路の目印として植えられた欅（ケヤキ）が、古木となりながら京浜東北線与野駅東口前交差点の東側に今も残る。所在地は浦和区上木崎二丁目。
- （六国見）：「#六国見」参照。現存せず。
- 鴻沼用水（高沼用水）
  - 高台橋（たかだい-ばし）：享保14年（1729年）に見沼代用水を分水し、高台であった場所を掘り割って鴻沼用水に通水し、架橋したのが始まりである。当初は土橋であったが、老朽化にともない煉瓦造りのアーチ橋に架け替えられた。所在地は大宮区北袋町一丁目。観光は考慮されていないため、コンクリート壁とフェンスに隔てられており見づらくなっている。
- お女郎地蔵、火の玉不動：所在地は高台橋と同じ。

## 交通の基本情報

### 中山道の行程
- 江戸・日本橋から京・三条大橋までの全行程　135里24町8間（約532.8 km）中
  - 江戸・日本橋 - 浦和宿　6里6町（約24.2 km）
  - 蕨宿 - 浦和宿　1里14町（約5.5 km）
  - 浦和宿 - 大宮宿　1里10町（約5.0 km）
  - 浦和宿 - 京・三条大橋　129里18町8間（約509.0 km）
- 江戸期の成人男性は通常、旅の1日におよそ10里（平地を8 - 10時間で約40 km、時速約4 - 5 km）を歩く[注釈 9]。

### 中山道の一里塚
- 中山道の一里塚一覧

辻（5里） - 浦和 《非現存》（6里） - 大宮 《不明》（7里）

### 隣の宿、分岐
本街道
- 中山道

蕨宿 - 浦和宿 - 大宮宿
脇往還
- 府中通り大山道

相模大山詣での道の一つであり、浦和宿とは荒川の渡し場を通じて結ぶ。

### 現代の交通
- 鉄道（最寄り駅）
  - 京浜東北線、宇都宮線・高崎線、湘南新宿ライン：浦和駅
- 自動車道路[1]
  - 埼玉県道164号鴻巣桶川さいたま線：この区間の中山道の現在の名称。次の大宮宿の先までほぼ一直線に北進する。
  -  国道17号：この区間では旧・中山道の西を並走し、大宮の先まで交差することはない。
  - 国道463号：北浦和駅入口交差点で国道17号と一部重複しつつ交差。